# Ховрино (станция метро)
«Хо́врино» — станция Московского метрополитена, северная конечная Замоскворецкой линии. Расположена в одноимённом районе (САО), по которому получила название. Открыта 31 декабря 2017 года при продлении Замоскворецкой линии на один перегон на север. Колонная двухпролётная станция мелкого заложения с одной островной платформой. Ввод станции состоялся в два этапа: при первом была открыта сама станция, на втором — в конце 2018 года — открылись все выходы северного вестибюля и транспортно-пересадочный узел.

## Название
На стадии проектирования и строительства объект носил название «Улица Дыбенко». 24 сентября 2013 года на заседании Правительства Москвы строящаяся станция получила нынешнее название в честь района Москвы Ховрино. В свою очередь район назван по жилому массиву Химки-Ховрино, названному так по нахождению на месте снесённых деревень Химки и Ховрино.

## История

### Ранние проекты
Продление Горьковского радиуса от станции метро «Сокол» планировалось ещё в 1938 году, когда в составе второй очереди метрополитена был открыт его первый участок. Правда, тогда не предусматривалось отклонение линии от Ленинградского шоссе, то есть планируемый участок шёл вдоль шоссе до проектируемой станции «Химки». Предусматривалось три станции после «Сокола» — «Братцево», «Северный Речной Вокзал» и «Химки». Станция «Ховрино» не планировалась, так как улицы Дыбенко ещё не существовало, а район Ховрино, где она сейчас располагается, был дальним московским пригородом. В 1947 году были подтверждены планы 1938 года относительно продления Горьковского радиуса.
В планах 1957 года впервые появляется станция под названием «Беломорская улица». Продление дальше «Беломорской» не планировалось. В 1959 году Совет Министров СССР утвердил план строительства линий Московского метрополитена на семилетку (1959—1965). По нему Горьковский радиус планировалось завершить станцией «Речной вокзал». В 1964 году Горьковско-Замоскворецкая линия была продлена на север с тремя станциями — «Войковская», «Водный стадион» и «Речной вокзал».
По планам 1970 года планировалось в перспективе продлить Замоскворецкую линию до платформы «Левобережная». В 1973 году появилась перспективная схема, на которой были отмечены станция «Улица Дыбенко» и следующая за ней «Левобережная». В 1978 году участок «Речной вокзал» — «Левобережная» планировался на отдалённую перспективу, а первостепенной задачей ставилось строительство Серпуховско-Тимирязевской линии.
В 1990-е годы станция «Левобережная» была отменена, а планируемый участок укорочен до «Улицы Дыбенко». Так, на перспективной схеме 1998 года станция «Улица Дыбенко» планируется конечной.

### Проектирование
В 2007 году столичные власти сообщили, что Замоскворецкая линия будет продлена в районы Ховрино и Левобережный. Предполагалось, что на линии за «Речным вокзалом» появятся две новые станции — «Беломорская» и «Улица Дыбенко». Открыть станции планировалось в 2015 году.
Проект станции территориально переносили дважды. 31 января 2013 года Градостроительно-земельная комиссия города Москвы утвердила проект планировки продления Замоскворецкой линии метрополитена от существующей станции «Речной вокзал» до проектируемой станции «Улица Дыбенко» с предусматриваемым сроком ввода в эксплуатацию до 2015 года. Предполагалось, что станция будет расположена под улицей Дыбенко с южным выходом возле дома 14к1 по ул. Дыбенко, из двух подземных вестибюлей можно будет выйти через проектируемые подземные пешеходные переходы на обе стороны улицы Дыбенко.
В декабре 2013 года станцию было решено переместить к северу с выходом у дома 42, ближе к примыканию улицы Дыбенко к Зеленоградской улице. Связано это с защитой природного комплекса «Химкинский лесопарк», на строительство метро на территории которого власти так и не получили разрешения от высших инстанций.

### Перенос сроков
В 2011 году мэр Москвы Сергей Собянин сообщил, что продление Замоскворецкой линии запланировано на 2014—2017 годы. В 2011 году открытие станции планировалось на 2016 год, но в мае 2012 года дата открытия была перенесена на декабрь 2019 года. В декабре 2012 года дата открытия снова была перенесена — на декабрь 2014 года. Как указывается в постановлении, это было «обусловлено необходимостью улучшения транспортного обслуживания населения с прилегающих территорий Москвы и Московской области в районе Ленинградского шоссе, что позволит разгрузить транспортно-пересадочный узел и станцию метрополитена „Речной вокзал“».
В июле 2016 года вице-мэр Москвы Марат Хуснуллин сообщил, что строительство «Беломорской» возобновлено. Открытие станции было запланировано на конец 2017 года, в связи с этим также отодвинулись сроки открытия станции «Ховрино» до конца 2017 года.
В феврале 2017 года Хуснуллин уточнил, что станцию «Ховрино» планируется открыть весной этого же года, если только не произойдёт задержек из-за технологически сложных работ на станции «Беломорская». При этом открытие «Беломорской» предполагалось производить уже на действующем участке до станции «Ховрино».
В мае 2017 года срок открытия сдвинулся на конец года. Станция была открыта 31 декабря 2017 года с двумя вестибюлями.

### Строительство
АО «Мосинжпроект» — управляющая компания по строительству станции метро. Строительство участка вело ООО «Стройгазконсалтинг». В июле 2013 года началось огораживание будущей строительной площадки станции, а в сентябре — сооружение котлована монтажной камеры для тоннелепроходческого механизированного комплекса.

#### Строительство перегонных тоннелей
В марте 2014 года началась прокладка правого перегонного тоннеля от строящейся станции «Ховрино» в направлении действующей станции «Речной вокзал». Тоннелепроходческий комплекс «Виктория» производства Herrenknecht прошёл 2222 метра под землёй и финишировал 1 декабря 2014 года в демонтажной камере за «Речным вокзалом». 26 января 2015 года стартовала, а 27 февраля 2016 года завершилась проходка левого перегонного тоннеля. Для прокладки тоннеля через плывуны, застройщик применил цементацию грунта, это потребовалось провести почти по всему периметру строительства тоннеля.
| - Вид на строительную площадку с нечётной стороны улицы Дыбенко. На фоне будущей станции виден Химкинский лесопарк. Январь 2014 года - Вид на строительную площадку с чётной стороны улицы Дыбенко. На фоне будущей станции виден Химкинский лесопарк. Июль 2015 года - Между хозяйственными постройками виден котлован - Табличка строительства станции метро «Ховрино». C III квартала 2013 года (октябрь) по III квартал 2015 года - Строительство оборотных тупиков на Прибрежном проезде, октябрь 2014 года - Строительство оборотных тупиков на Прибрежном проезде, июль 2015 года |

#### Строительство станции
24 ноября 2016 года: завершён монтаж креплений для отделки путевых стен станции, завершается отделка гранитом платформы станции и другое.
1 июня 2017 года: завершена отделка платформы, путевых стен, станционных колонн; идёт монтаж подвесного потолка и светильников.
Конец октября 2017 года: начато возведение павильонов станции на улице Дыбенко.
16-17 декабря 2017 года строящийся участок метро был подключён к системе автоматики и телемеханики движения поездов. Для этого была закрыта для движения поездов станция «Речной вокзал», а в связи с невозможностью оборота составов по станциям «Водный стадион» и «Войковская» — весь участок от станции «Сокол» до станции «Речной вокзал».
25 декабря 2017 года были проведены «решающие испытания». По перегону «Речной вокзал» — «Ховрино» проехал первый пробный поезд «Синергия-1».
29 декабря 2017 года на участке, включающем станцию, проводились испытания систем связи и электроснабжения под напряжением, настраивались устройства пассажирской автоматики, проходило обучение персонала, тестировались системы вентиляции и водоотведения, обкатывались пути.

### Открытие
Открыта 31 декабря 2017 года в качестве новой конечной станции Замоскворецкой линии на продлении от «Речного вокзала» (длина перегона приблизительно 2,9 км). Стала 207-й станцией Московского метрополитена.
В честь наступления нового 2018 года в ходе открытия станции на ней состоялся запуск именного «Новогоднего поезда», состоящего из вагонов типа Еж-3/Ем-508Т, который временно курсировал по Замоскворецкой линии до 9 января 2018 года.
После открытия станции Замоскворецкая линия вышла на второе по протяжённости место в Московском метрополитене.

## Архитектура и оформление
Станция — колонная двухпролётная мелкого заложения с островной платформой. Ширина платформы — 12 м, на станции располагается 27 колонн.
Одна из путевых стен станции отделана светло-бежевыми панелями, другая — коричневыми. Располагающиеся в центре зала колонны отделаны зеркально — к светло-бежевой стене обращена коричневая часть каждой колонны, а к коричневой — светло-бежевая. Колонны являются прямоугольными в сечении, каждая из них увенчана световыми плафонами на потолке. Путевые стены отделаны терракотовыми панелями, колонны облицованы гранитом.
| - Прибывающий поезд 81-717/714 - Путевой зал и платформа станции с прибывшими поездами 81-717/714 - Платформа станции и прибывший «Новогодний поезд» Еж-3 - Путь станции - Название станции на путевой стене - Лестница прохода на станцию |

## Расположение и вестибюли
Станция метро «Ховрино» является конечной станцией Замоскворецкой линии. Она расположена с западной стороны улицы Дыбенко у примыкания к ней Зеленоградской улицы.
Станция имеет два подземных вестибюля с выходами в подземные переходы; вестибюли связаны с платформой станции широкими лестницами и лифтами. Оба вестибюля оформлены в светлых и тёмных тонах. Из южного вестибюля можно выйти в подземный переход под улицей Дыбенко и к конноспортивному комплексу «ЦСКА», а из северного — на территорию проектируемого транспортно-пересадочного узла и на нечётную сторону улицы Дыбенко.
| - Вход на станцию - Подуличный переход - Вход из подуличного перехода - Касса - Турникеты на вход и билетные автоматы - Турникеты на выход и табличка выхода к улицам - Лифт на станции |

На основе станции был сформирован транспортно-пересадочный узел «Ховрино» площадью 18,9 га, в котором разместились перехватывающая парковка на 400 машин и международный автовокзал «Северные ворота» площадью около 5 тыс. м², где организована отстойно-разворотная площадка и фронты посадки-высадки наземного пассажирского транспорта. Четырёхэтажное здание узла расположено над северным вестибюлем станции, первая его очередь, включающая пассажирский терминал и кассы, была сдана 28 декабря 2018 года; полностью узел сдан в марте 2019 года. Многие маршруты автобусов, имевшие конечную остановку у станции метро «Речной вокзал», после открытия ТПУ «Ховрино» перенаправлены к нему. К зданию узла будет прилегать многофункциональный комплекс, в котором разместятся торговые площади. Также 28 декабря 2018 года открылись крытые надземные пешеходные переходы над Октябрьской железной дорогой, которые соединили районы Ховрино и Западное Дегунино.
23 ноября 2020 года на Октябрьской железной дороге была открыта железнодорожная платформа Ховрино, которая 17 августа 2023 года вошла в состав линии МЦД-3. Общее время пересадки с метро на станцию ЖД (МЦД-3) составляет около 5-6 минут.

## Наземный общественный транспорт

### Городской
На этой станции можно пересесть на следующие маршруты городского пассажирского транспорта:
- Автобусы: е41, 65, 270, 358, 445, 483, 559, 594, 673

### Областной
На этой же станции можно пересесть на областные автобусные маршруты:

344, 344с, 345, 368, 368в, 368у, 465, 892к, а также на экспресс-маршрут 1195 и 1195D до аэропорта Шереметьево.

## Путевое развитие
За станцией построен перекрёстный съезд и шестистрелочные оборотные тупики.
| - Перекрёстный съезд, вид в сторону станции - Перекрёстный съезд, вид в сторону тупика - Переходной мостик в оборотном тупике - Тоннель в направлении центра |

## Станция в цифрах
- Пикет ПК175+41[45].

### Пассажиропоток
- Ожидаемый пассажиропоток на период пуска: суточный — 130 000 человек, в утренний час «пик» — 16 100 (в том числе вход — 9600, выход — 6500). Ожидаемый пассажиропоток на расчётный срок: суточный — 150 000 человек, в утренний час «пик» — 17 400 (в том числе вход — 10 900, выход — 6500)[16].
- Реальный пассажиропоток в январе 2018 года составил более 30 000 человек в сутки в будние дни в середине месяца и более 35 000 человек — в конце[46].

### Режим работы
- С 16 июля по 20 декабря 2018 года станция была открыта для пассажиров с 5:30 до 23:00[47][48][49]. После пуска «Беломорской» — 5.30 — 01.00
- Таблица времени прохождения первого поезда через станцию[50]:

| По чётным числам                  | Будние дни | Выходные дни |
| По нечётным числам                | Будние дни | Выходные дни |
| В сторону станции «Речной вокзал» | 05:35:00   | 05:46:00     |
| В сторону станции «Речной вокзал» | 05:37:00   | 05:37:00     |